# الاتحاد العقارية
الاتحاد العقارية (UP) هي شركة تطوير عقاري مقرها في دبي، الإمارات العربية المتحدة. اشتهرت الشركة بمشروعي ناطحة سحاب إندكس ودبي موتور سيتي وهي شركة مساهمة عامة مسجلة في سوق دبي المالي. كما توفر الشركة أيضًا عددًا من الخدمات من خلال فروعها في الإمارات العربية المتحدة، بما في ذلك تطوير مشاريع الترفيه، وإدارة المرافق المتكاملة وخدماتها، وإدارة جمعية الملاك، وتجهيز المشروعات الداخلية، فضلاً عن التدفئة والتهوية وتكييف الهواء (HVAC) وتصنيع ملحقاتها.
تأسست الاتحاد العقارية في عام 1987 وأصبحت شركة مساهمة عامة في عام 1993 عندما انضمت إلى سوق دبي المالي.
وتشمل الشركات الفرعية أيضًا دبي أوتودروم وشقق ماريوت التنفيذية وكورتيارد من ماريوت.

## مشاريع الاتحاد العقارية كمطور رئيسي
طورت شركة الاتحاد العقارية المشاريع التالية كـ «مطور رئيسي»:
مشاريع المجمعات السكنية
- دبي موتور سيتي: حي يقع في مدينة دبي قامت الاتحاد العقارية في تطوير مشاريعها الفرعية ذات الصلة، بما في ذلك المرافق العامة والمساجد واب تاون موتورستي وموتور ستي- دبي غرين كوميونيتي والربين وايوا ودبي أوتودروم وموتور سبورتس بزنس بارك ومنطقة ومرافق ترفيهية لـ الأحداث وترفيه الشركات.
- تم تطوير مشروع دبي غرين كوميونيتي، مجمع دبي للاستثمار من خلال مشروع مشترك تم إنشاؤه بين شركة الاتحاد العقارية وشركة دبي للاستثمار ش.م.ع. يشتمل هذا المشروع على تطوير كورتيارد من ماريوت جرين كوميونيتي، ومجتمع جرين كوميونيتي الأول، وغرين كوميونيتي ويست، والمرحلة الثانية، ومركز التسوق «ذي ماركت»، وغرين كوميونيتي ويست، المرحلة الثالثة (اكتملت في يوليو 2018).

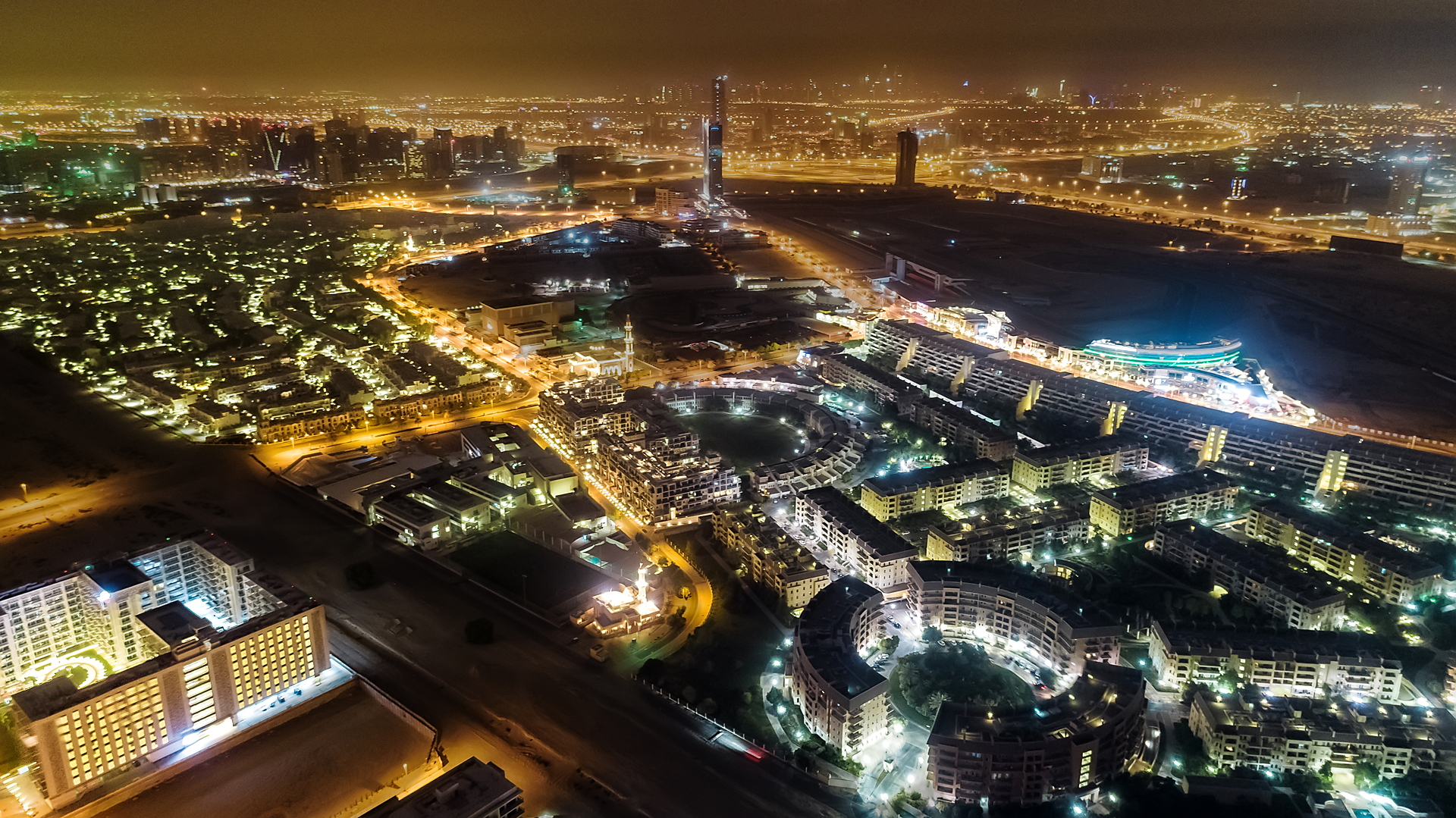
دبي موتورستي

### مشاريع ناطحة السحاب
- أبراج الاتحاد، 1996، في دبي
- برج المصلى، 1998، في دبي
- برج يو بي، 2002، في دبي
- برج إندكس (دبي)، 2005، في دبي
- برج اكنترول تاور، 2008، في دبي

### مشاريع أخرى

فندق ريتز كارلتون - مركز دبي المالي العالمي

- لايم ستون، مركز دبي المالي العالمي
- فندق ريتز كارلتون، مركز دبي المالي العالمي
- أب تاون مردف، دبي
- بيت الاتحاد، دبي
- أويا ريزيدنس، موتورستي
- شقق ماريوت التنفيذية، دبي
- كرييك سايد ريزيدنس، دبي
- مبنى أوبال، دبي
- فلل السطوة، دبي
- فلل الوصل، دبي
- فيلات جميرا بارك، دبي
- فيلات برج الراديو، دبي
- فلل اللوز، دبي
- فلل ند راشد، دبي
- بيت الاتحاد، دبي
- نت. كوم، دبي
- مبنى الروى ة، دبي
- الاتحاد للتبريد، دبي

## الشركات التابعة
- مجمع موتورستي
- دبي أوتودروم
- سيرفيو
- ايداكوم لادارة الملاك
- فت اوت
- العقارية للاستثمار
- جامامكو
- الاتحاد مول[4]
- أب تاون مردف
- يو بي بي كابتل للاستثمار[5]

## مجلس الإدارة
- رئيس مجلس الإدارة هو خليفة حسن علي صالح الحمادي، ونائبه فتحي بن عبد الستار بن قريرة.[6]

وأعضاء مجلس الإدارة هم:
- محمد فردان علي الفردان
- درويش عبد الله درويش أحمد الكتبي
- ضاحي يوسف أحمد عبد الله المنصوري
- عبد الوهاب الحلبي
- جورج كلار

## جوائز
- جائزة أرابيان بيزنس 2005، كشركة عقارية العام، نظمتها مجلة أرابيان بيزنس (ITP).[7]
- 2005-2007 جوائز الشرق الأوسط أوتوكار 2005.
- جائزة «سوبر براند» الإمارات 2009.[8]
- أفضل مبنى ناطحة سحاب في الشرق الأوسط وأفريقيا في عام 2011 لصالح برج إندكس، وهو مشروع من مشاريع الاتحاد العقارية، نظمه مجلس المباني الشاهقة والحضرية.[9]
- أفضل الشركات العقارية 2016 في الصف الثالث عشر، نظمته شركة فوربس الشرق الأوسط.[10]
- فوز جاري ريدر، المدير العام لشركة ServeU بجائزة FM لأفضل مدير تنفيذي لعام 2020 ضمن قائمة جوائز FM الشرق الأوسط.
- فازت شركة ServeU بجائزة الشركة الرائدة Unsung Hero Award لعام 2020 ضمن قائمة جوائز FM الشرق الأوسط.[11]

## بيع أصول إيميكول
في 21 يناير 2018، أعلنت شركة الاتحاد العقارية أنها باعت لشركة دبي للاستثمار، الشركة متعددة الاستثمارات المدرجة في سوق دبي المالي، حصتها البالغة 50٪ في شركة «الإمارات ديستريكت كولينج ذ.م.م» «إميكول» مقابل 500 مليون درهم. بعد هذا الاستحواذ، ستستحوذ دبي للاستثمار على جميع أسهم EMICOOL بنسبة 100٪. وساهمت حصيلة البيع في تعزيز أنشطة الاتحاد العقارية وإعادة هيكلة بعض الديون الناشئة عن الشركة.
كما استثمرت شركة الاتحاد العقارية جزءًا آخر في شراء حصة إستراتيجية في شركة بالم هيلز في مصر وفقًا للبيانات المالية للشركة لعام 2019 وهذه العوائد ساهمت في استعادة استقرار التدفق النقدي للشركة والمساهمة في تنشيط الشركة والتركيز عليها. أعمال أخرى، بالإضافة إلى تعزيز المركز المالي للشركة والسماح لها بإكمال أعمالها الرئيسية الأخرى.

## رعاية
رعت دبي موتور سيتي حفل توزيع جوائز أوتوكار الشرق الأوسط لعام 2007 ، تكريمًا للعاملين في هذا المجال لمدة 3 سنوات.
بطولة أبتاون مردف للشطرنج والجسر 2017.
افتح مضمار سباق في دبي أوتودروم لكي يتدرب الناس على القيادة بسرعة في منطقة آمنة مجانًا مرة واحدة أسبوعياً.